# Convallaria keiskei
Convallaria keiskei är en sparrisväxtart som beskrevs av Friedrich Anton Wilhelm Miquel. Convallaria keiskei ingår i släktet liljekonvaljer, och familjen sparrisväxter. Inga underarter finns listade i Catalogue of Life.

## Bildgalleri

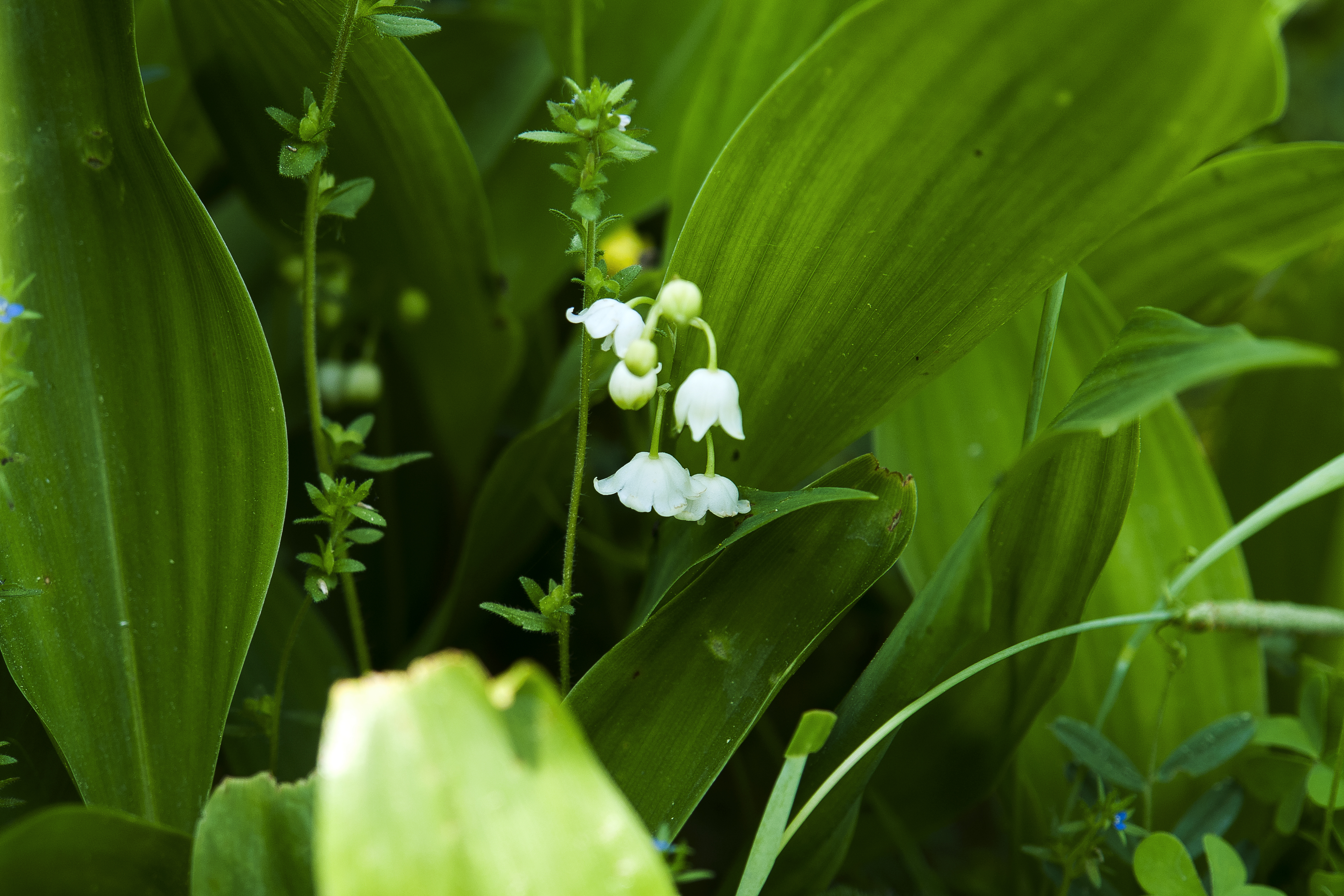